# Biantes rarensis
Biantes rarensis is een hooiwagen uit de familie Biantidae. De wetenschappelijke naam van Biantes rarensis gaat terug op J. Martens.